# Shemar Moore

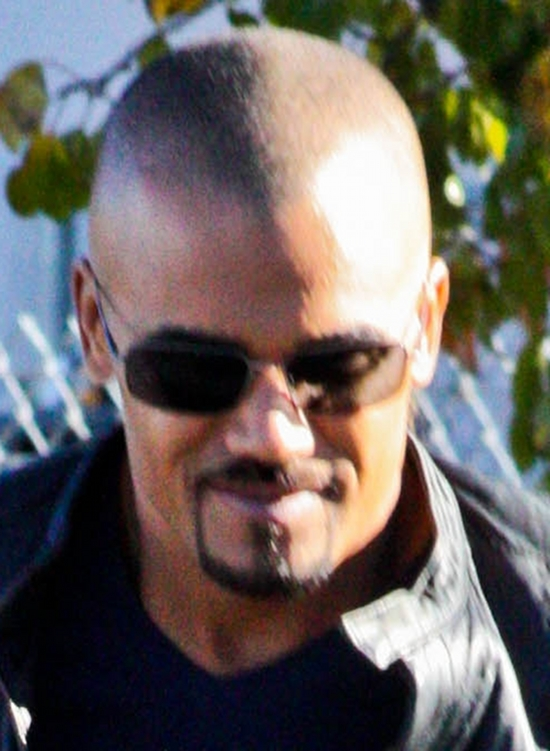
Shemar Moore achter de schermen tijdens een opname van Criminal Minds

Shemar Franklin Moore (Oakland, Californië, 20 april 1970) is een Amerikaanse acteur en model. Hij won in 2000 een Daytime Emmy Award voor zijn rol in The Young and the Restless. Van 2005 tot 2016 speelde hij Derek Morgan in de misdaadserie Criminal Minds.

## Biografie
Moore is de zoon van een witte moeder en een Afro-Amerikaanse vader. Zijn naam is afgeleid van de voornamen van zijn beide ouders (Sherrod Moore en Marilyn Wilson). 
Vanwege het negatieve klimaat met betrekking tot interraciale relaties besloten zijn ouders enkele maanden na zijn geboorte om Amerika te verlaten. Moore woonde daardoor de eerste zes jaar van zijn leven achtereenvolgens drie jaar in Roskilde (Denemarken) en drie jaar in Bahrein. De eerste taal die Moore sprak was Deens. Pas op de Britse internationale school in Bahrein leerde Moore Engels spreken. Moores ouders scheidden tijdens hun verblijf in Denemarken, en Moores vader keerde op dat moment al terug naar Amerika. 

Na Bahrein keerde ook Moore zelf met zijn moeder terug naar Amerika. Aanvankelijk verhuisde hij met zijn moeder naar Boston, waar zijn moeder oorspronkelijk vandaan kwam en waar haar familie woonde.  Eind jaren 70 verhuisden ze naar Ohio, waar zijn moeder in een kliniek werkte. Weer later verhuisden ze naar Palo Alto.
Moore verwierf in eerste instantie bekendheid als Malcolm Winters in de soapserie The Young and the Restless, waarin hij van 1994 tot 2002 speelde, toen zijn personage 'overleed'. In 2004 werd hij teruggehaald om de kijkcijfers op te krikken, maar hij wilde niet langer dan een half jaar terugkeren. Hij bleef iets langer, maar vertrok vervolgens weer. Van 2005 tot 2016 was hij een van de oorspronkelijke castleden van de serie Criminal Minds, waarin hij een 'profiler' van de FBI speelde.

## Filmografie
*Exclusief televisiefilms
- Sonic the Hedgehog 3 (2024)
- Sonic the Hedgehog 2 (2022)
- Motives 2 (2007)
- Diary of a Mad Black Woman (2005)
- Greener (2004)
- The Seat Filler (2004)
- Motives (2004)
- The Brothers (2001)
- Box Marley (2000)
- Butter (1998)
- Hav Plenty (1997)

## Televisieseries
*Exclusief eenmalige gastoptredens
- S.W.A.T. - Sgt. Daniel (Hondo) Harrelson (2017- )
- Criminal Minds - Derek Morgan (2005-2016, 250 afleveringen)
- Birds of Prey - Jesse Reese (2002-2003, 14 afleveringen)
- The Young and the Restless - Malcolm Winters (1998-2005, 121 afleveringen)

- Biblioteca Nacional de España: XX1628746
- Bibliothèque nationale de France: cb161901756 (data)
- International Standard Name Identifier: 0000 0001 1483 7432
- Library of Congress Control Number: no2007151142
- Nationale Bibliotheek van Tsjechië: xx0305684
- Nederlandse Thesaurus van Auteursnamen: 371542847
- Virtual International Authority File: 167004190
- WorldCat: E39PBJtxbm79dvWX8M4kg3m68C